# Yunnanosaurus robustus
Yunnanosaurus robustus es una especie del género extinto Yunnanosaurus ("reptil de Yunnan") de dinosaurio, sauropodomorfo, masospondílido, que vivió a principios del período Jurásico, hace entre 199 a 190 millones de años, en el Sinemuriense, en lo que hoy es Asia. Nombrrada por Young en 1951, ha sido incluida en la  especie tipo hasta 2013. La confusión se debió que los primeros ejemplares eran individuos juveniles, mientras que los Y. robustus ya habían completado su desarrollo. En 2007, Lu et al.  describieron otra especie de Yunnanosaurus, Y. youngi, en honor a C. C. Young, que además de varias diferencias esqueléticas era significativamente más larga y reciente que la especie tipo. En 2013, Sekiya et al. describió el descubrimiento de un individuo juvenil que fue asignado a Y. robustus. Considerado un ejemplar juvenil debido a la presencia de un arco neural no fusionado y una textura superficial de hueso largo que está finamente acanalada. El espécimen ZMNH-M8739 consta de material craneal parcial y un esqueleto poscraneal casi completo. Este individuo posee una dentición característica que sugiere un mecanismo de alimentación potencialmente único, como lo demuestra una faceta de desgaste diente a diente en sus dientes mesiales maxilares y dentarios, y dientes maxilares que tienen aserraduras gruesas. La comparación de este espécimen juvenil con especímenes adultos de Y. huangi revela cambios de crecimiento muy distintivos, lo que lleva a separa nuevamente las especies. Quedando definido por las siguientes características, la ausencia de la expansión anteroposterior en el extremo medial del astrágalo y la diáfisis del metatarsiano IV está comprimida dorsoventralmente
Los especímenes tipo de Yunnanosaurus huangi y Yunnanosaurus robustus fueron recuperados en la localidad de Huangchiatien, Dahungtien, de la Formación Lufeng en Yunnan, China. El espécimen holotipo de Y. huangi IVPP V20 y el espécimen holotipo de Y. robustus IVPP V93 fueron recolectados por Chung Chien Young en sedimentos terrestres de los lechos superiores de color rojo oscuro profundo del miembro Zhangjiawa de esta formación, que se cree que fueron depositados durante la etapa sinemuriense del período Jurásico , hace aproximadamente 199 a 190 millones de años. Varios otros especímenes asignados a Y. huangi, IVPP V54, IVPP V47, IVPP V61, IVPP V62, IVPP V63, IVPP V96, IVPP V264 y Y. robustus, IVPP V39, IVPP V94 también fueron recuperados por Young en esta localidad. Todos estos especímenes se encuentran en la colección del Instituto de Paleontología y Paleoantropología de Vertebrados , en Beijing , China. En los años siguientes, se recuperaron varios especímenes más asignados a estas dos especies del miembro de Zhangjiawa de esta formación.
Chung Chien Young también había explorado los lechos inferiores de color púrpura oscuro opaco del Miembro Shawan de la Formación Lufeng y encontró más especímenes que luego asignó a Y. huangi. El espécimen IVPP V32 fue recolectado por Young en 1938 en arenisca arcillosa de color rojo oscuro que se cree que se depositó durante la etapa Hettangiense del período Jurásico, hace aproximadamente 201 a 199 millones de años. Los especímenes IVPP V57, IVPP V60 y IVPP V272 fueron recolectados por Young en lutita azul de la misma formación y también fueron asignados a Y. huangi. Estos especímenes del Miembro Shawan también se encuentran en la colección del Instituto de Paleontología y Paleoantropología de Vertebrados.
Yunnanosaurus huangi y Yunnanosaurus robustus compartían su paleoambiente con los ornitisquios Bienosaurus y Tatisaurus, los sauropodomorfos Gyposaurus, Lufengosaurus y Jingshanosaurus , y los terópodos Sinosaurus y Eshanosaurus.